# Folklore (16 Horsepower)
Folklore è il quinto album del gruppo alternative country 16 Horsepower, quarto in studio.

## Il disco
È stato pubblicato nel 2002 per l'etichetta Glitterhouse Records e rappresenta per il gruppo un ulteriore cambiamento rispetto al precedente album Secret South dove già si intravedeva una ricerca verso suoni più legati alla tradizione. In questo disco composto in maggioranza da cover di brani tradizionali, solo 4 sono gli inediti, i ritmi sono più pacati e gli arrangiamenti sono molto vicini al folk con uso abbondante di archi.
Il disco è nato dopo un periodo in cui i componenti del gruppi si erano dedicati a progetti personali, David E. Edwards era reduce dall'esordio dei Woven Hand mentre Tola e Humbert dal disco uscito a nome Lilium. È l'ultimo registrato in studio dal gruppo che si sciolse definitivamente 3 anni più tardi.

## Critica
Per alcuni, come Allmusic, è considerato il miglior lavoro del gruppo,.

## Tracce
Brani scritti da David E. Edwards con i 16 Horsepower tranne dove indicato.
1. Hutterite Mile - 4:04
2. Outlaw Song (Traditional) - 4:29
3. Blessed Persistence - 4:06
4. Alone and Forsaken (Hank Williams) - 2:49
5. Single Girl (The Carter Family) - 2:35
6. Beyond the Pale - 3:45
7. Horse Head Fiddle (Traditional) - 4:50
8. Sinnerman (Traditional) - 4:15
9. Flutter - 4:04
10. La Robe a Parasol (Traditional) - 2:14

## Formazione
- David Eugene Edwards - voce, chitarra, piano, concertina
- Jean-Yves Tola - batteria e percussioni, piano
- Pascal Humbert - basso, violino, chitarra